# سیدی حمزه
سیدی حمزه یک منطقهٔ مسکونی در عربستان سعودی است که در استان مدینه واقع شده‌است.